# Мерцедес-Бенц ГЛЦ-класа
Мерцедес-Бенц ГЛЦ-класе је луксузни компактни кросовер који производи немачка фабрика аутомобила Мерцедес-Бенц од 2015. године.

## Историјат
Званично је представљен на салону аутомобила у Франкфурту септембра 2015. године. Смена ГЛК модела донела је велике промене за Мерцедесов луксузни кросовер. Осим новог имена, кросовер има и веће димензије, мању масу и потпуно другачији дизајн спољашњости и унутрашњости. ГЛЦ-класа је дизајнирана по угледу на најновије Мерцедесове кросовер моделе, аутомобил има заобљене линије и визуело се уклапа са осталим возилима Мерцедеса. Главни конкуренти су му Ауди Q5, BMW X3 и Волво XC60.
Лансирањем мањег кросовера ГЛА, довело је до тога да ГЛЦ порасте у односу на претходника. ГЛЦ је дужи за 120 мм, шири за 50 мм и виши за 9 мм у односу на ГЛК класу. Такође и међуосовинско растојање је веће за 118 мм и износи 2873 мм. Пртљажни простор је такође већи и износи 580 литара, односно 1.600 са обореним задњим седиштем. Док је спољашњост преузета са ГЛА и ГЛЕ класе, унутрашњост је прекопирана из Ц-класе (тачније из W205). На горњем делу централне конзоле налази се мултимедијални систем, налик таблету, који у зависности од пакета опреме има димензије 7 или 8,4 инча. Испод мултимедијалног система налазе се карактеристична три округла вентилациона отвора.
Године 2015, на Euro NCAP тестовима судара, ГЛЦ-класа је добила максималних пет звездица за безбедност.
Од погонских јединица уграђују се бензински мотори од 2.0 (211 и 245 КС), 3.0 (367 КС), 4.0 (476 и 510 КС), дизел мотори од 2.1 (170 и 204 КС) и плаг-ин хибридни мотор од 2.0 (211 КС) са електромотором који производи 85 kW (114 КС).